# Python Anghelo
Python Vladimir Anghelo é um designer de computação gráfica. Ele nasceu na Transilvânia, na Romênia, depois mudando-se para os Estados Unidos, onde seguiu carreira como consultor da Walt Disney Company, antes de ir para a Williams Eletronics. Ele trabalhou na criação de diversos jogos para arcade como Star Rider e Bubbles, além de alguns jogos de pinball.